# Penilee Sports Pavilion

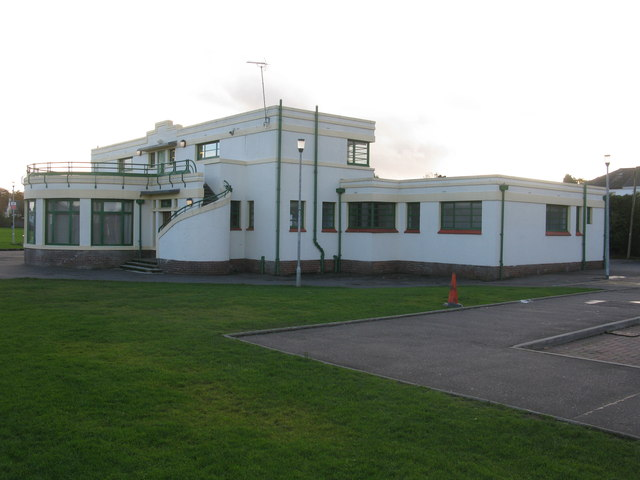
Penilee Sports Pavilion

Der Penilee Sports Pavilion ist ein Sportgebäude in der schottischen Stadt Paisley in der Council Area Renfrewshire. 1996 wurde das Bauwerk in die schottischen Denkmallisten in der höchsten Kategorie A aufgenommen.

## Beschreibung
Der Penilee Sports Pavilion gehört zu den Sportanlagen der Paisley Grammar School. Er liegt abseits der Penilee Road im Osten von Paisley, nahe der Grenze zu Glasgow. Für die Planung des im Jahre 1937 fertiggestellten Gebäudes war das Architekturbüro Cook and Hamilton durch H. Cook verantwortlich. Zuvor wurde das Gebäude auch James Steel Maitland zugeordnet, was anhand erhaltener Bauunterlagen als unwahrscheinlich anzusehen ist.
Das Gebäude ist im Stil der Moderne gestaltet. Der weitgehend symmetrisch aufgebaute Komplex besteht aus einem zweistöckigen Hauptgebäude mit beid- und rückseitigen einstöckigen Anbauten. Mittig tritt ein einstöckiger Gebäudeteil halbrund hervor. Am Fuß läuft ein Band aus freiliegendem Backstein um, während die restlichen Fassadenflächen verputzt sind. Umlaufende, erhabene Zierbänder sind farblich abgesetzt. Beidseitig des Vorbaus führen Türen ins Gebäudeinnere. Daneben führen geschwungene, backsteinerne Treppenaufgänge zu einem Balkon auf dem Dach des Vorbaus. Der Innenraum ist von dort aus über eine verdachte Türe zugänglich.
An dem Gebäudekomplex sind Stahlfenster verbaut, die entweder einzeln oder als Zwillings- oder Drillingsfenster angeordnet sind. Er schließt mit Flachdächern mit umlaufenden Regenrinnen mit eckigem Profil ab. Eine flache Backsteinmauer friedet den Außenhof ein.